# 北庵法印
北庵 法印（ほくあん ほういん、生没年不詳）は、戦国時代から江戸時代初期にかけての医師。島左近の岳父。

## 略歴
中坊治部と同一人物とされ、興福寺の寺医者を務めた。多聞院英俊と親交があり、『多聞院日記』にも頻繁に登場する。
天正年間には英俊の病を治療したことが称され、法印に昇進した。
娘の茶々は、島左近に嫁いだ。文禄・慶長の役の際、法印は左近が無事に帰国することを春日社に立願している 。